# ABS-3A

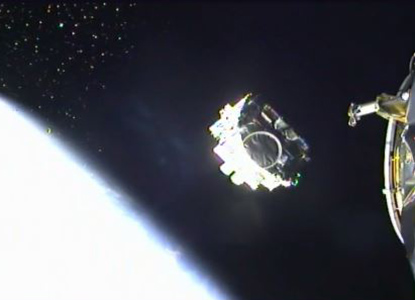
Die Falcon 9-Rakete von SpaceX brachte die Satelliten ABS 3A und EUTELSAT 115 West B auf eine supersynchrone Transferbahn. Der Start erfolgte vom Space Launch Complex 40 auf der Cape Canaveral Air Force Station in Florida am Sonntag, den 1. März 2015

ABS-3A ist ein  Kommunikationssatellit der Asia Broadcast Satellite mit Sitz auf den Bermudas.
Er wurde am 2. März 2015 um 3:50 UTC mit einer Falcon 9 v1.1 vom Startkomplex 40 der Cape Canaveral AFS zusammen mit  Eutelsat 115 West B in eine geostationäre Umlaufbahn gebracht und am 31. August 2015 von Boeing an ABS übergeben.
Der dreiachsenstabilisierte Satellit ist mit 24 Ku-Band und 24 C-Band-Transpondern ausgerüstet und versorgt von der Position 3° West aus den mittleren Osten und Afrika mit Telekommunikationsdienstleistungen. Er wurde auf Basis des Satellitenbus Boeing 702SP von Boeing Satellite Systems gebaut und besitzt eine geplante Lebensdauer von 15 Jahren. Laut Boeing ist ABS-3A der erste Satellit mit rein elektrischem Antrieb.